# جنگ چریکی

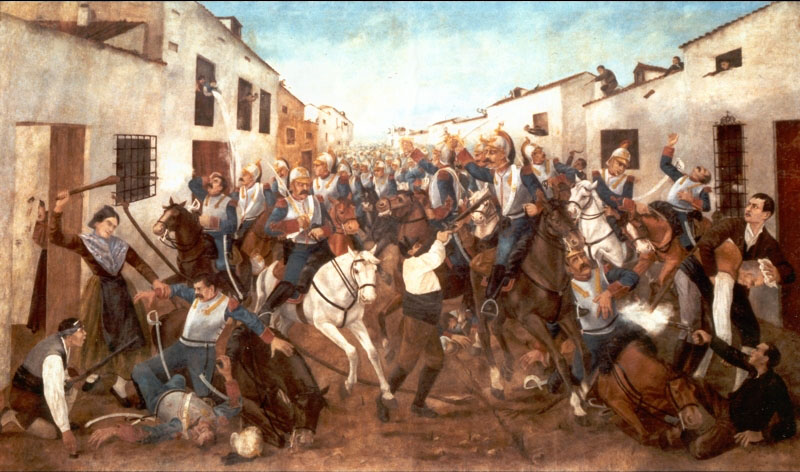
جنگ چریکی اسپانیا علیه ناپلئون، در سال ۱۸۰۸، اولین باری که کلمه جنگ چریکی استفاده شد.

نقاشی سوم مه ۱۸۰۸ اثر فرانچسکو گویا تیرباران یک چریک اسپانیایی توسط نیروهای ناپلئون در جنگ شبه‌جزیره را به تصویر می‌کشد.

جنگ چریکی یا جنگ پارتیزانی (به انگلیسی: Partisan war) یکی از انواع جنگ‌های نامنظم است که در آن گروه کوچکی از افراد مسلح با استفاده از تاکتیک‌هایی چون کمین، شبیخون، خرابکاری، جنگ ایذایی، تاکتیک‌های بزن‌دررو، و جابجایی سریع به یک نیروی نظامی بزرگ‌تر و کم‌تحرک‌تر حمله‌ور شده و بلافاصله صحنه نبرد را ترک می‌کنند.
به سرباز یک گروه چریکی، چریک گفته می‌شود. در دوران مدرن از اصطلاح جنگ چریکی معمولاً در اشاره به مقاومت مسلحانه گروه‌های شبه‌نظامی در مقابل نیروهای اشغالگر استفاده می‌شود. از اصطلاح پارتیزان و جنگ پارتیزانی نیز در همین معنا استفاده می‌شود. این اصطلاح همچنین بیانگر تاکتیک‌هایی است که نیروهای کوچکتر در مقابل نیروهای بزرگتر و مسلح‌تر و با تدارکات بیشتر اتخاذ می‌کنند. تاکتیک‌های نبرد چریکی معمولاً بر جداکردن واحدهای کوچک‌تر نیروی دشمن از بقیه و سپس حمله به آن‌ها از طریق کمین اتکا دارند.
نیروهای چریکی معمولاً از جاسوسی، خرابکاری‌های صنعتی و تبلیغات روانی استفاده می‌کنند و خود را یک جنبش سیاسی مردمی اما سرکوب‌شده، معرفی می‌کنند. در بسیاری از نقاط دنیا گروه‌های محلی از شیوه جنگ چریکی علیه نیروهای حکومتی بهره می‌برند. این تاکتیک‌ها به ویژه در مناطق ناهموار طبیعی مثل جنگل‌ها مؤثر هستند که مکان‌های اختفای طبیعی را در اختیار چریک‌ها می‌گذارند.

## تاریخچه
آمریکایی‌ها در جنگ استقلال خود علیه نیروهای بریتانیایی شیوه‌های جنگ چریکی را به کار گرفتند و توانستند کشوری را که به اعتقاد بسیاری صاحب قوی‌ترین نیروی نظامی دنیا بود، وادار به پذیرش استقلال خود کنند. در قرن بیستم نیز چریک‌های کمونیست با موفقیت از این شیوه علیه نیروهای فرانسوی و آمریکایی مستقر در ویتنام بهره بردند.
هرچند جنگ‌های چریکی معمولاً در مناطق کوهستانی یا جنگلی انجام می‌شوند اما نیروهای عرب الهام‌گرفته از لورنس عربستان به رهبری ملک فیصل از محیط‌های بیابانی برای نبرد موفقیت‌آمیزی علیه نیروهای قوی‌تر امپراتوری عثمانی در جنگ جهانی اول بهره بردند.
در جنگ جهانی دوم نیز گروه‌های چریکی در فرانسه و نقاط دیگر دنیا در مقابل نیروهای آلمان نازی مقاومت کردند. معروف‌ترین جنگ‌های چریکی دوران مدرن نبردهایی هستند که به تغییر دائمی حکومت‌های چین، ویتنام، افغانستان و کوبا منجر شدند. چریک‌های کمونیست چینی به رهبری مائو پس از جنگ جهانی دوم بر مخالفان خود چیره شده و قدرت را در پرجمعیت‌ترین کشور دنیا به دست گرفتند. در ویتنام نیز کمونیست‌های ویت‌مین به رهبری هوشی مینه و سپس چریک‌های ویت‌کنگ موفق شدند تا نیروهای فرانسوی و سپس آمریکایی را وادار به خروج از ویتنام کنند. در کوبا فیدل کاسترو و ارنستو چه گوارا در یک جنگ چریکی سه ساله موفق به سرنگونی حکومت فولخنسیو باتیستا در سال ۱۹۵۹ شدند. در افغانستان نیز گروه‌های مجاهدین با استفاده از این شیوه توانستند در مدت نه سال ارتش شوروی را شکست داده و آن را وادار به خروج از افغانستان کنند.
مقاومت الجزایر (علیه فرانسه که از ۱۹۵۴ آغاز شد) و قبرس (ملی‌گرایان یونانی علیه بریتانیایی‌ها در اواخر دهه ۱۹۵۰) از دیگر جنبش‌های ملی‌گرایی بودند که ریشه در جنبش‌های مقاومت چریکی داشتند.
گروه‌های چریکی هرچند خود را به عنوان یک جبهه مردمی به تصویر می‌کشند اما در بسیاری موارد پس از به قدرت رسیدن به پاکسازی‌های خونین دست زده و جمعیت‌های محلی که در گذشته به حکومت سابق وفادار بودند را از بین می‌برند. خمرهای سرخ به رهبری پول پوت در همین چارچوب دو میلیون کامبوجی را به قتل رساندند.

## جنگ چریکی و تروریسم

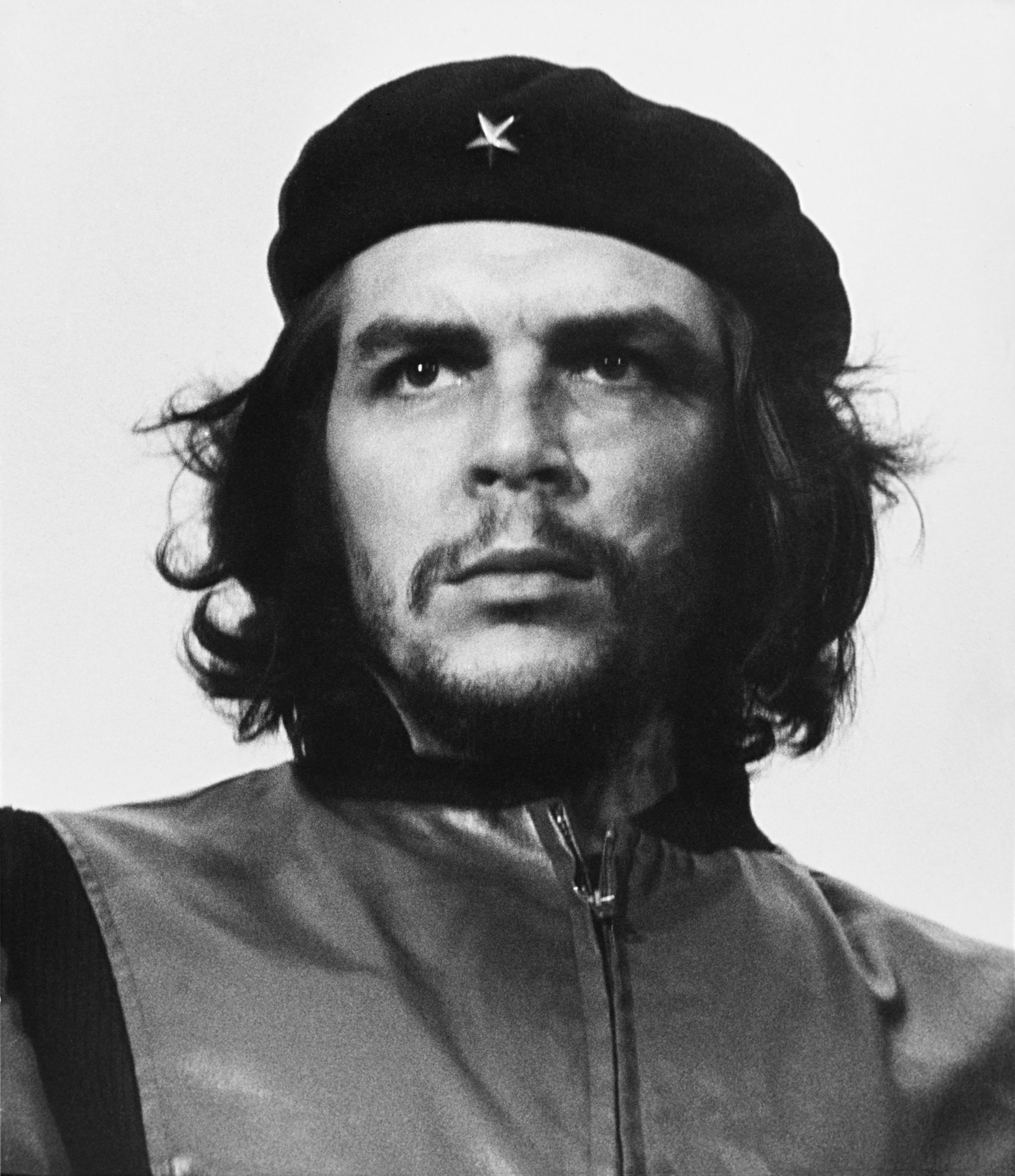
چریک اسطوره‌ای یک نماد فرهنگی

مباحثات زیادی در مورد اشتراکات تاکتیک‌های چریکی و تاکتیک‌های تروریستی مطرح شده‌است. تعریف مرز دقیقی برای تمایز میان این دو گروه ساده نیست. بیشتر مورخین معتقدند که از نظر تاکتیک‌های جنگی نمی‌توان تمایزی در نظر گرفت و به جای آن بایستی به ارتباط میان گروه‌های مخالف و اهداف انتخاب شده توجه کرد. هرچند استثناهای زیادی در این مورد وجود دارد اما به‌طور کلی تروریست‌ها یک دیدگاه اقلیت یا افراطی را نمایندگی می‌کنند و به اهداف حکومتی، نظامی و غیرنظامی حمله می‌کنند. نیروهای چریکی به‌طور کلی جنبش مردمی وسیعتری را نمایندگی کرده و نیروهای حکومتی یا ارتش‌های اشغالگر را هدف قرار می‌کنند. یک عنصر کلیدی در تمایز گروه‌های چریکی از دیگر نیروهایی که از شیوه‌های مشابه آن‌ها استفاده می‌کنند، این است که گروه‌های چریکی اغلب مورد حمایت مردم محلی هستند.
از نظر حقوق بین‌الملل گروه‌های چریکی بر خلاف گروه‌های تروریستی، در صورتی که از لباس متحدالشکل یا نماد مشخصی استفاده کنند، بر اساس قواعد کنوانسیون ژنو به عنوان جنگجو طبقه‌بندی خواهند شد. هرچند در بسیاری از موارد ملاحظات سیاسی یا جغرافیایی باعث می‌شود تا یک گروه خاص به عنوان سازمان تروریستی یا نیروی چریکی یا جنگجوی آزادی نامیده شود.